# Courting Alex
Courting Alex è una sitcom statunitense, interpretata da Jenna Elfman e basata sulla serie BBC According to Bex.
La serie è stata trasmessa su CBS dal 23 gennaio al 29 marzo 2006, mentre in Italia è stata trasmessa su Paramount Comedy, dal 14 marzo 2007.

## Trama
Alex Rose è un avvocato single di successo che lavora nello studio legale di suo padre Bill. Alex ha difficoltà con gli appuntamenti mentre cerca l'amore in una grande città. Suo padre vuole che lei si sposi con Stephen, un suo collega avvocato, il quale è innamorato di lei. Ma lei preferisce Scott, il proprietario della taverna conosciuto da lei nel primo episodio e non approvato da BIll. Alex si affida ai consigli della sua assistente Molly e del vicino britannico Julian.

## Episodi
| Stagione       | Episodi | Prima TV USA | Prima TV Italia |
| -------------- | ------- | ------------ | --------------- |
| Prima stagione | 12      | 2006         | 2007            |